# エレウテリア (小惑星)
エレウテリア (567 Eleutheria) は小惑星帯の小惑星である。パウル・ゲッツによってハイデルベルクのケーニッヒシュトゥール天文台で発見された。
古代ギリシアでプラタイアの戦いの勝利を記念して開かれた、「解放者ゼウス（ゼウス・エレウテリオス）」を称える祭りに因んで命名された。